# Варнава (патріарх Сербії)
Патріа́рх Варна́ва (серб. Патријарх Варнава, у світі Петар Росич, серб. Петар Росић; 29 серпня (10 вересня) 1880, Плевля — 23 липня 1937, Белград) — єпископ Сербії Константинопольського патріархата, від 1913 у Сербської православної церкви; від 1930 Архієпископ Печський, Митрополит Белградський-Карловацький, Патріарх Сербії.

## Життєпис
Народився в Османській імперії, закінчив школу у Плевлі (тепер Чорногорія).
1900 – закінчив духовну семінарію у Прізрені ( Косовський вілаєт, Османська імперія). Петар Росич  - молодший кузен Афанасія (Танасійя) Пеятовича, першого директора Плевської гімназії.
З 1901 отримав стипендію Святійшого Синоду Російської імперії для навчання духовній академії Санкт-Петербурга, яку закінчив у 1905.
30 квітня 1905 – пострижений в чернецтво, 6 травня рукопокладений у ієромонаха.
У серпні 1905 поїхав до Константинополя - священиком при дипломатичній місії Королівства Сербія в османській столиці, фактично шпіонив у колах сербської громади Туреччини під прикриттям російської місії. Служив у російському Нікольському храмі; деякий час керував сербською школою, брав участь у виданні єдиної газети сербською мовою в Османській імперії — «Цариградски гласник».

### Грецький єпископ
18 березня 1910 Священним Синодом Константинопільської Патріархії був обраний на посаду вікарного єпископа Дебарсько-Велеської єпархії Вселенської Церкви (тепер у межах Північна Македонія).
10 квітня 1910 – хіротонія у соборі Св. Георгія з титулом «єпископ Главницький» (Главниця – єпархія у Епірі, раніше входила до складу Охридської митрополії).
У своїй єпархії підтримував сербську пропаганду, активно боровся із Болгарським екзархатом.
Після сербської окупації Македонії внаслідок Балканських воєн, з 1913 керував відчуженими у БПЦ Бітольською, Орхидською та Струмицькою єпархіями.
1915, разом із сербською армією, утік на Корфу. З 1916 до 18 жовтня 1917, за завданням сербської держави, знову виїхав до Російської імперії із дипломатичною та розвідувальною місією; як делегат від Сербської церкви взяв у часть у засіданнях Помісного собору Російської православної церкви у Москві в серпні 1917.
Обраний митрополитом Скоплянським (центр у м. Скоп’є) та 7 (20) листопада 1920 затверджений королівським указом.

### Сербський патріарх
1930, після смерті патріарха Димитрія, 12 (25) квітня 1930 обраний, і в той же день затверджений Олександром I Карагеоргієвичем Патріархом; інтронізація відбулася наступного дня.
На посаді предстоятеля Сербської церкви провів низку адміністративних та фінансових реформ; при ньому відпрацьований статут церкви. 
У Белграді закладений Храм святого Сави та багато інших храмів, зведена нова будівля патріархії.
Сербська церква почала захоплювати церковні території у країнах колишньої Австро-Угорщини: заснована Загребська єпархія СПЦ, а згодом - Пряшівсько-Мукачевська єпархія на території Закарпатської України та Прящівщини[джерело?].
Патріарх Варнава активно займався російським питанням. У вересні 1936 у Сремські-Карловці скликав нараду російських емігрантських архієреїв на чолі з митрополитом Анастасієм (Грибановським), наступником митрополита Антонія (Храповицького), яка прийняла «Тичасове положення про Російську православну церкву закордоном» і заснувала «російський розкол» - поділ РПЦ на ту, що контролювала парафії в СССР, та РПЦ, яка з політичних причин продожувала існування за межами власне Московщини.
1935 – рішуче виступив проти ратифікації скупщини конкордату між Ватиканом та Югославією, яку підтримувало керівництво Милана Стоядиновича.
23 липня 1937 у день голосування за утвердженням конкордату у Скупщині, несподівано помер, що стало причиною чуток про насильницьку смерть..
9 жовтня 1937 ратифікований Скупщиною конкордат був скасований Сенатом.
Похований у малому храмі поблизу недобудованого храму Святого Сави.

## Публікації
- «Српска Православна Црква у прошлости и садашњости — њена улога и њена значаj у историjи нашего народа.» Беседа Његове Светлости Патриjарха Српског Варнаве. 29/16 маjа 1934. Сремски Карловци, 1935.(серб.)